# Ernst Hampe

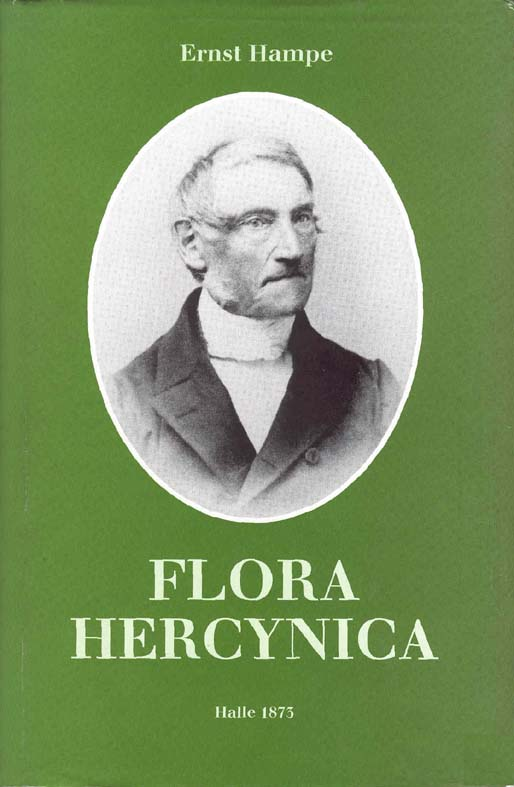
Ernst Hampe auf dem Titelbild eines Nachdruckes seines Hauptwerkes

Ernst Georg Ludwig Hampe (laut Gedenktafel Georg Ernst Ludwig; * 5. Juli 1795 in Fürstenberg (Weser), Fürstentum Braunschweig-Wolfenbüttel; † 23. November 1880 in Helmstedt, Herzogtum Braunschweig) war ein deutscher Apotheker und Bryologe. Sein offizielles botanisches Autorenkürzel lautet „Hampe“, es ist aber auch das Kürzel „Hamp.“ in Gebrauch. 

## Leben

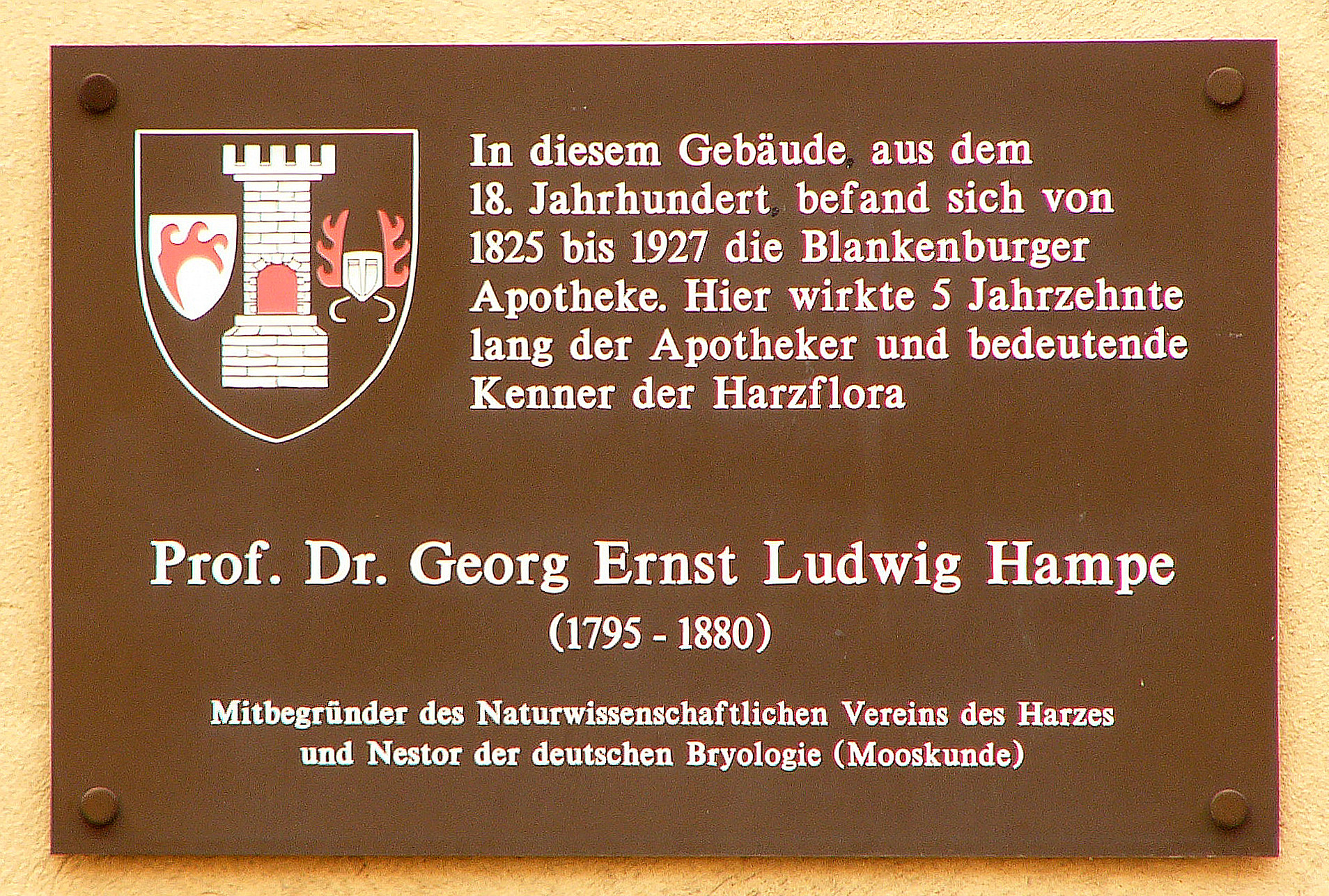
Gedenktafel am Haus Marktstraße 31 in Blankenburg

Hampe besuchte das Gymnasium in Holzminden und begann 1810 eine Lehre zum Apotheker in der Apotheke seines Onkels in Brakel. Nach Abschluss der Lehre nahm er als Freiwilliger an einem Feldzug nach Brabant teil. Im Anschluss daran begann er eine weitere Lehre in der Hirsch-Apotheke in Halle (Saale). Dort traf er auf Kurt Sprengel und Georg Friedrich Kaulfuß. 1817 ging er nach Worms, bevor er bereits 1818 nach Göttingen zog, wo er an der Universitätsapotheke arbeitete. An der Universität Göttingen nahm er außerdem an Vorlesungen von Sprengel teil.
Im Jahre 1820 bestand er sein Examen in Kassel. Er arbeitete anschließend als Apotheker in Allendorf, bevor er an die Mühlenpfordt'sche Apotheke am Hagenmarkt nach Braunschweig wechselte. 1825 übernahm Hampe die örtliche Apotheke in Blankenburg, die er bis 1864 leitete. Während seiner Zeit in Blankenburg beschäftigte er sich vorwiegend mit dem Sammeln von Pflanzendrogen und der Harzflora. 1832 gründete er mit dem Apotheker Hornung gemeinsam in Aschersleben den Naturwissenschaftlichen Verein des Harzes. Durch Kontakte mit Carl Müller kam Hampe zur Forschung an außereuropäischen Moosen, darunter vor allem den Laubmoosen. Hampe begann diverse Sammlungen zu bearbeiten, u. a. aus den Vereinigten Staaten, Mexiko, Puerto Rico, Kolumbien, Ecuador, Peru, Brasilien, Südafrika, Madagaskar, Sri Lanka, Borneo, Australien und Neuseeland. Durch gemeinsame Forschungen von Hampe und Müller wurden zwischen 1827 und 1851 insgesamt 1372 neue Laubmoosarten erfasst. Carl Müller benannte zu Ehren Hampes eine Gattung Hampeella Müll.Hal. Hampe beschrieb einige neue Arten, darunter Astromum, Sporledera, Leucobryum und Sphaerothecium.
Seit 1857 war er Korrespondierendes Mitglied der Österreichischen Geographischen Gesellschaft. Für seine Publication Flora Hercynica erhielt Hampe den Professorentitel, bevor ihm 1875 der Ehrendoktor der Universität Göttingen verliehen wurde. Am 22. Oktober 1874 (Matrikel-Nr. 2144) wurde er zum Mitglied der Leopoldina gewählt.
Nach dem Tode seines ältesten Sohnes Georg, der sich aufgrund wirtschaftlicher Schwierigkeiten in der Blankenburger Apotheke 1876 das Leben nahm, verkaufte Hampe die Apotheke und zog zu seinem zweiten Sohn Karl, der in Helmstedt als Arzt arbeitete. Seine Frau war bereits 1872 verstorben. Sein Enkel war der spätere Generaloberarzt Ernst Hampe (* 19. Dezember 1856 in Blankenburg), sein Urenkel der spätere Generalmajor Erich Hampe.

## Tod
Hampe starb an einer Lungenlähmung. Sein Herbar mit etwa 25.000 Belegen erhielt das British Museum of Natural History.

## Schriften
- mit Friedrich Gottlieb Bartling: Vegetabilia cellularia in Germania septentrionale praesertim in Hercynia et in agro Gottingensi. 1832–1845
- Prodromus florae Hercyniae oder Verzeichniss der in dem Harzgebiete wildwachsenden Pflanzen. Gebauer, Halle 1836 (Archive)
- Icones muscorum novorum vel minus cognitorum. Bonn 1844 (Google Books)
- Flora Hercynica oder Aufzählung der im Harzgebiete wildwachsenden Gefässpflanzen. G. Schwetschke’scher Verlag, Halle 1873 (Archive)
- Rückblicke zur Flora des Harzgebietes. In: Verhandlungen des Botanischen Vereins der Provinz Brandenburg, 17, Berlin 1875 (Archive)
- Enumeratio muscorum hactenus in provinciis Brasiliensibus Rio de Janeiro et São Paulo detectorum. A.F. Høst, Kopenhagen 1879 (Archive)